# Cogoleto
Cogoleto (ligurisch Cogoêuo oder Coghêuo) ist eine italienische Gemeinde in der Metropolitanstadt Genua, Region Ligurien.

## Lage und Einwohner
Cogoleto liegt 30 km westlich von der Provinzhauptstadt Genua entfernt. Sie hat 8408 Einwohnern (Stand 31. Dezember 2023).
Die Nachbarorte von Cogoleto sind Arenzano, Varazze und Sassello.

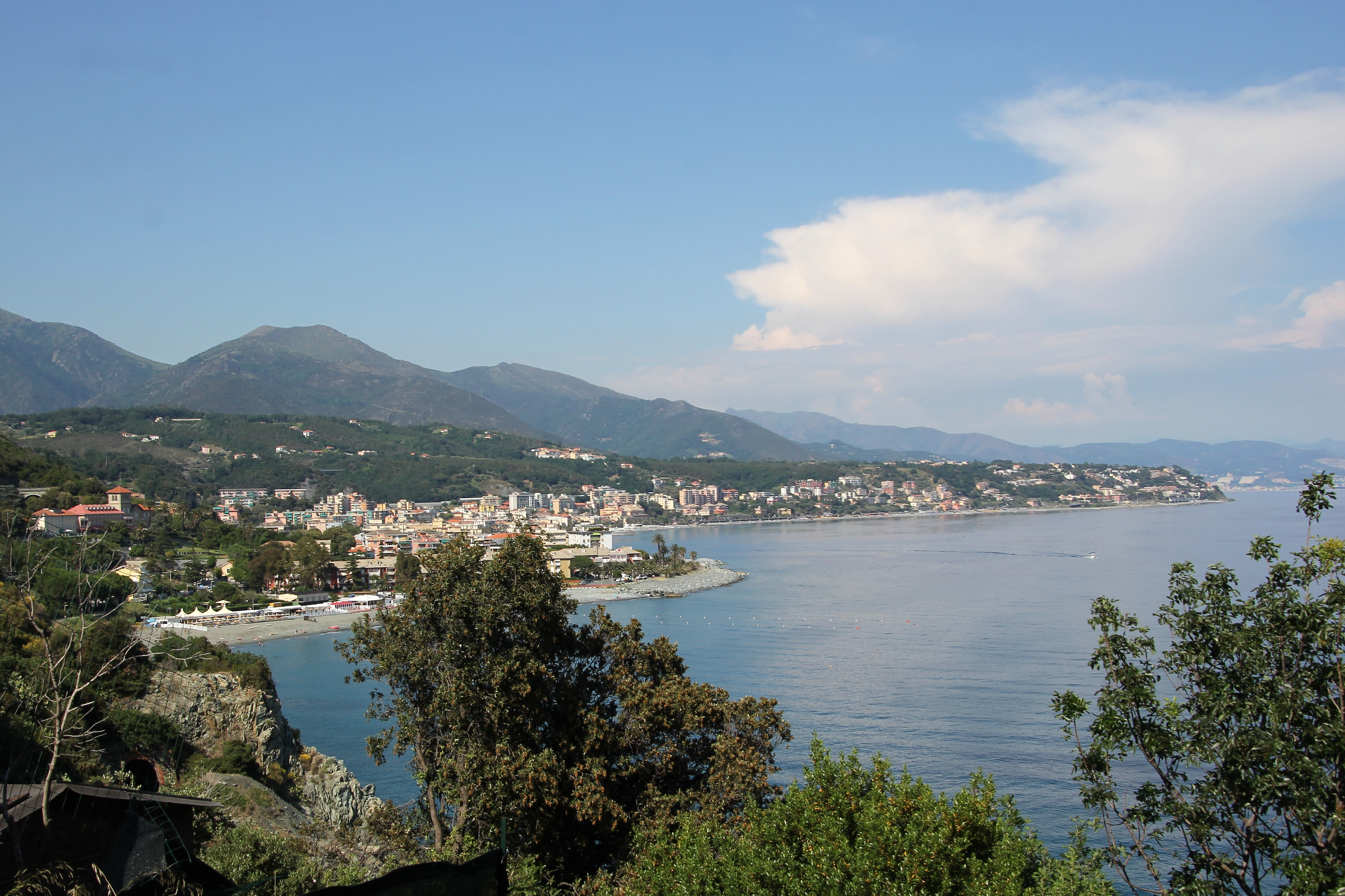
Panorama vonCogoleto

### Bevölkerungsentwicklung
Cogoleto zählt 5.616 Privathaushalte. Zwischen 1991 und 2001 fiel die Einwohnerzahl von 9422 auf 9095. Dies entspricht einem prozentualen Rückgang von 3,5 %.

## Sehenswürdigkeiten

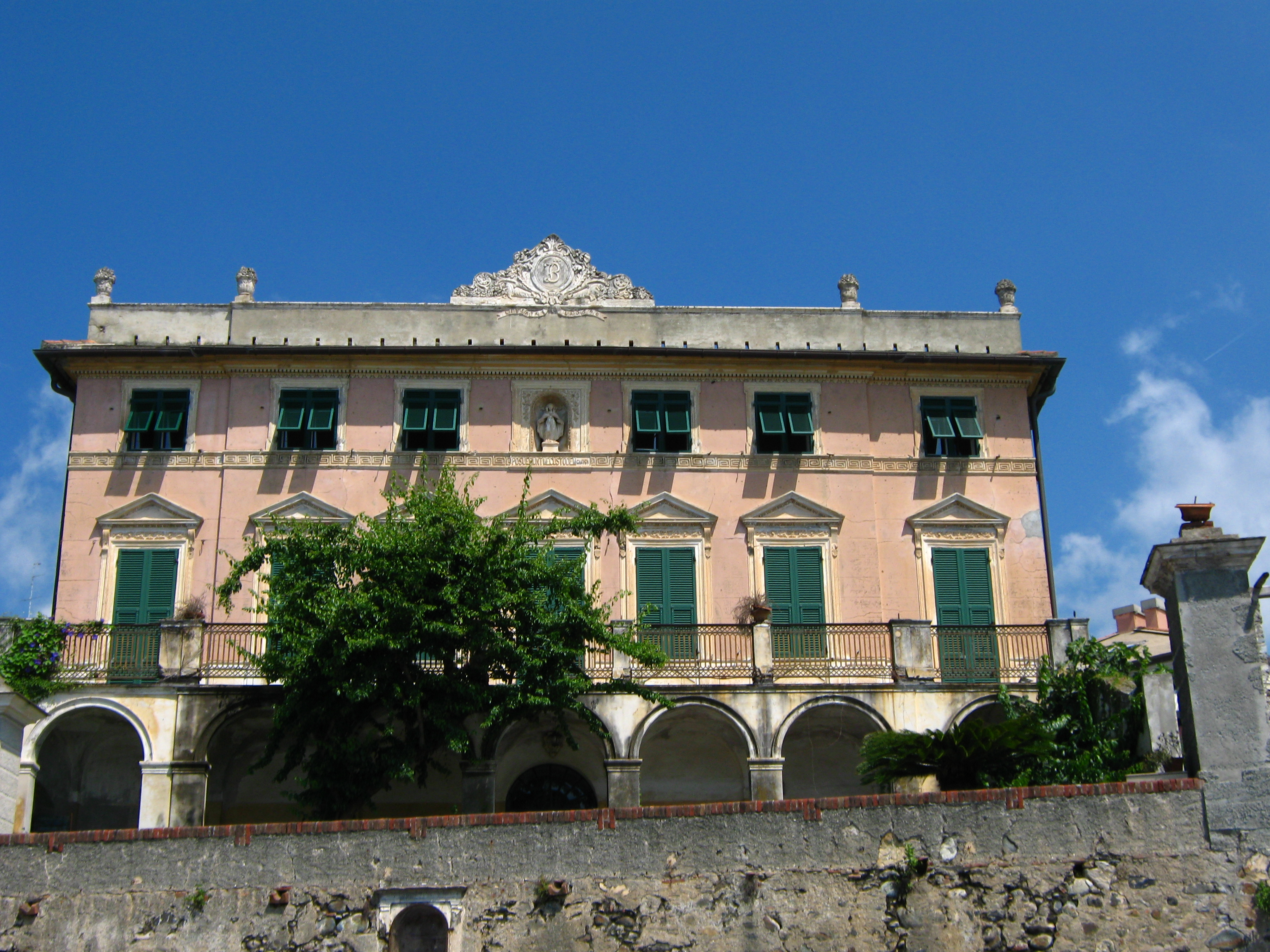
Villa Bianchi

- Der Orto Botanico di Villa Beuca ist ein 34.000 m² großer Botanischer Garten mit Lehrpfad, naturbelassenen Flächen sowie mehreren typisch ligurischen Biotopen.[2]

## Partnerstädte
- Biedenkopf, Deutschland, seit 1961[3]
- Ober-Ramstadt, Deutschland, seit 1960
- Santa Coloma de Gramenet, Spanien, seit 1997
- Olympia, Griechenland, seit 2005
- Saint-André-les-Vergers, Frankreich, seit 2005